# ALM Antillean Airlines
ALM Antillean Airlines (ursprünglich Antilliaanse Luchtvaart Maatschappij, ab 1997 Air ALM) war eine auf den Niederländischen Antillen beheimatete Fluggesellschaft mit Sitz in Curaçao.

## Geschichte

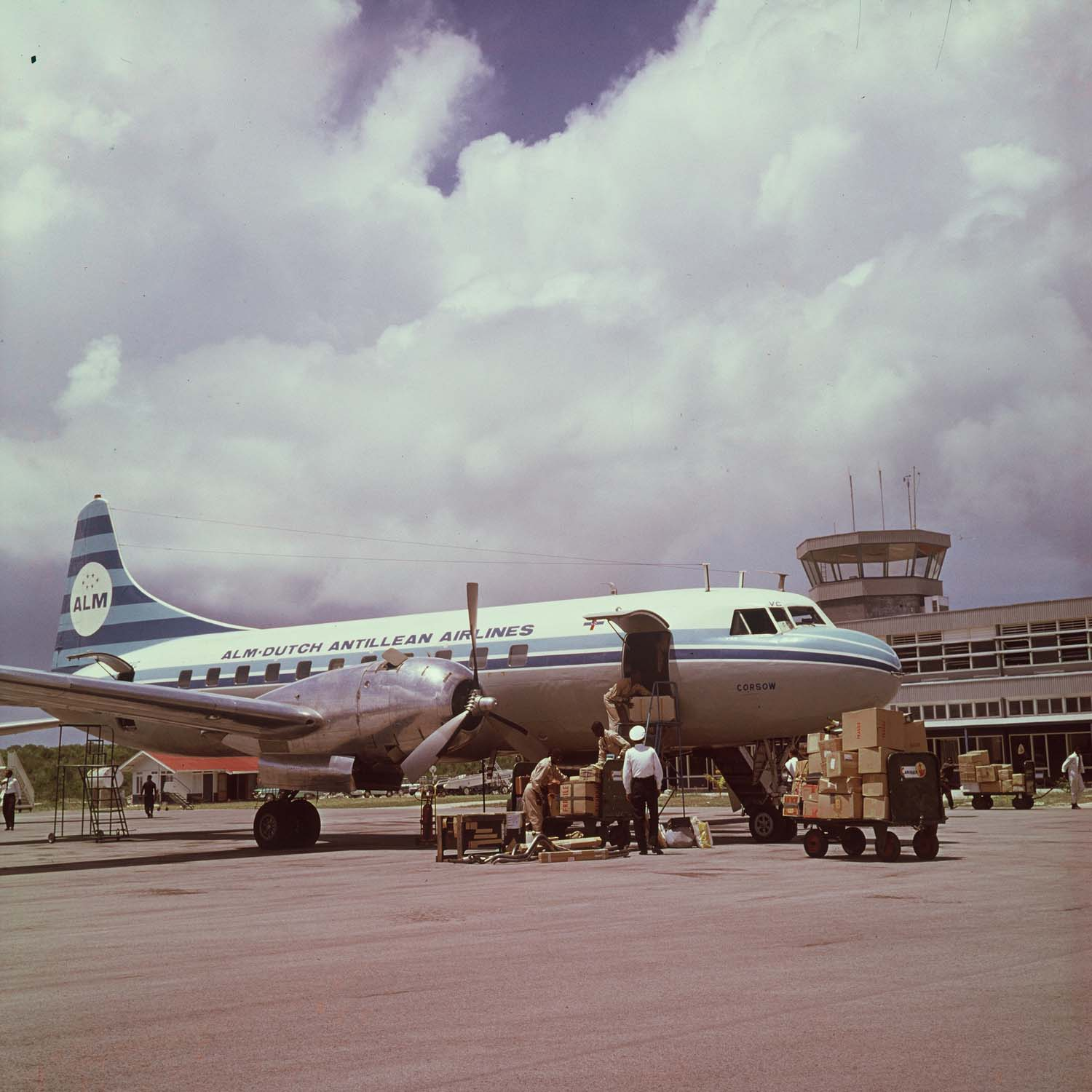
Eine Convair CV-340 der ALM, 1964

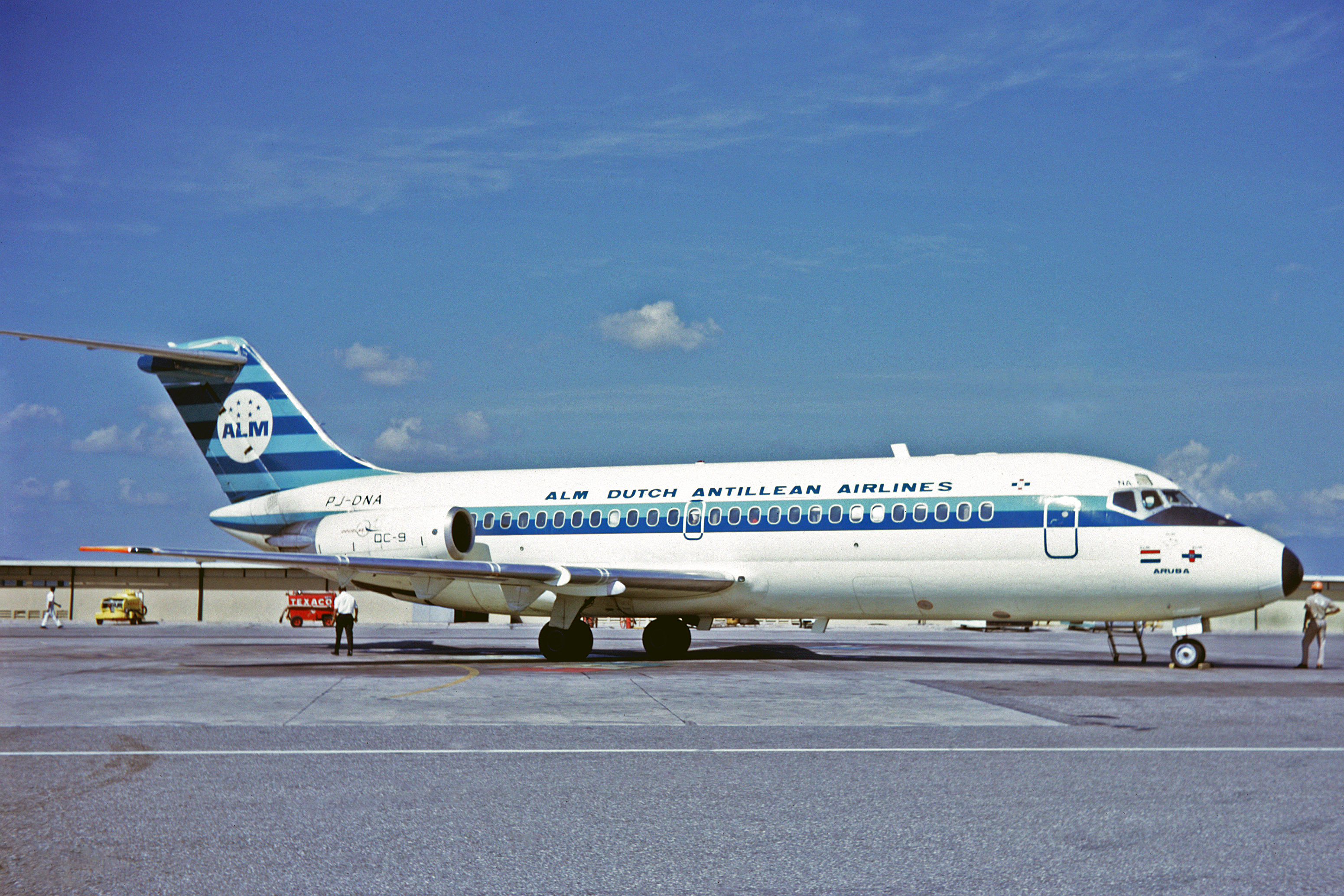
Eine DC-9-15 in den ursprünglichen Farben der Gesellschaft, die denen der KLM entsprachen

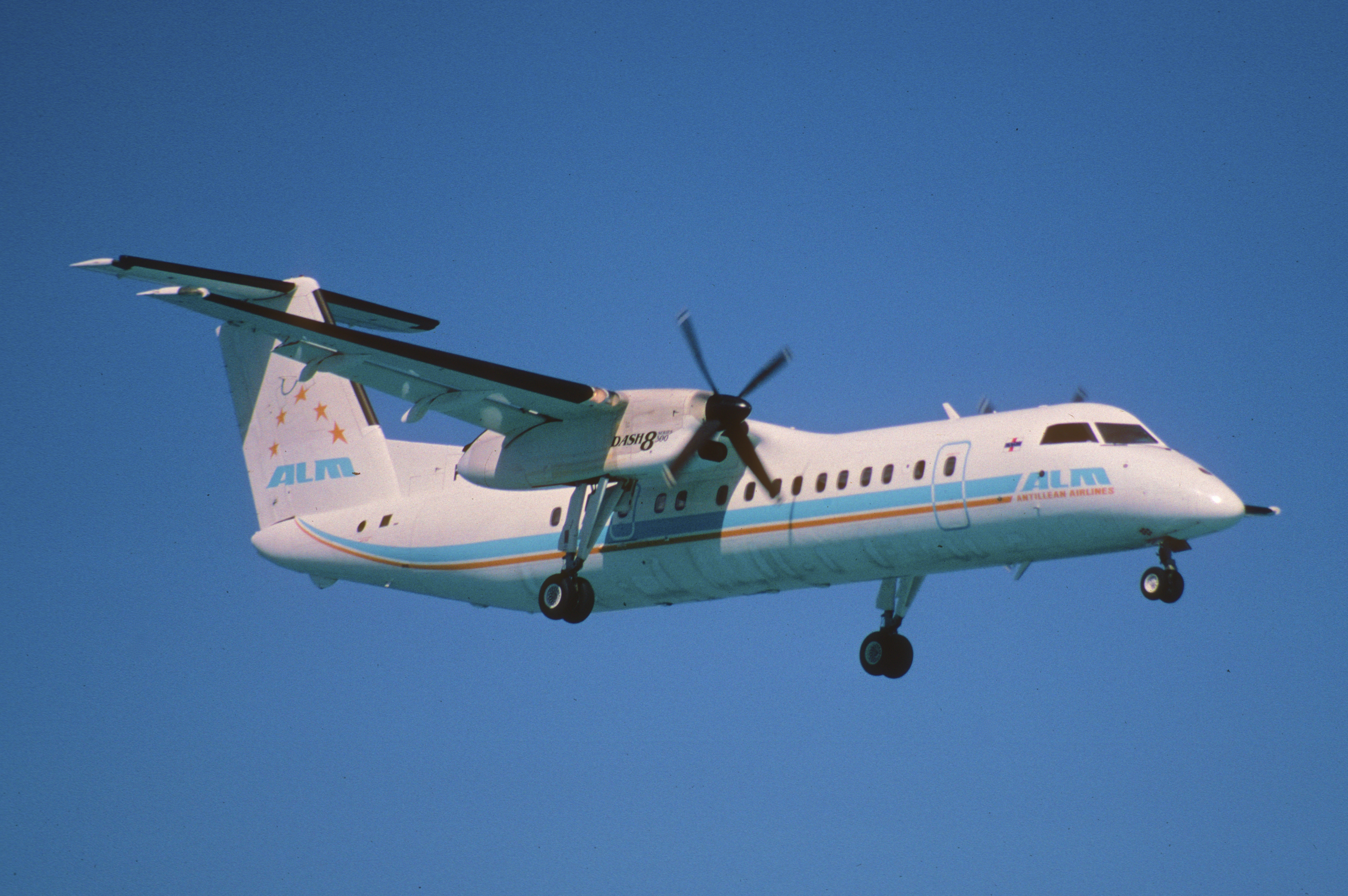
Eine De Havilland Canada DHC-8-300 der ALM, 1999

Bereits im Jahr 1935 hatte die niederländische Fluggesellschaft KLM eine Abteilung (KLM West-Indisch Bedrijf) in der Karibik eingerichtet, über die das Staatsunternehmen einen Flugverkehr innerhalb der Niederländischen Antillen anbot. Anfang der 1960er-Jahre entschloss sich KLM, die Karibik-Division auszulagern und in eine eigenständige Fluggesellschaft umzuwandeln. Hieraus ging im Jahr 1964 die KLM-Tochtergesellschaft Antilliaanse Luchtvaart Maatschappij (ALM) hervor, die ihren Betrieb am 1. August 1964 mit drei Convair CV-340 des Mutterunternehmens aufnahm.
KLM veräußerte ihre Mehrheitsbeteiligung zum 1. Januar 1969, woraufhin die Gesellschaft den Namen ALM Antillean Airlines erhielt und zu einem Staatsunternehmen der Niederländischen Antillen wurde. Zu dieser Zeit bediente die Gesellschaft neben regionalen Linienrouten von Curaçao nach Aruba, Bonaire und Sint Maarten auch internationale Strecken nach Antigua, Barbados, Guadeloupe, Hati, Kolumbien, St. Lucia, Surinam, Trinidad und Tobago, Venezuela sowie in die Dominikanische Republik. Daneben wurden Verbindungen von Curaçao in die USA in Kooperation mit KLM und VIASA angeboten. Nach der Indienststellung von Maschinen des Typs Douglas DC-9-30 führte das Unternehmen ab Mitte der 1970er-Jahre auch eigene Flüge nach Miami und New York aus. Zudem wurden weitere internationale Linienstrecken nach Jamaika und Puerto Rico eröffnet. KLM hielt ab 1991 erneut eine Minderheitsbeteiligung an dem Unternehmen und bot im Codesharing eine Linienverbindung nach Amsterdam an. Im Jahr 1997 wurde ALM Antillean Airlines zu 40 % privatisiert und zur Air ALM umfirmiert. Im Jahr 2000 stand die Gesellschaft vor der Insolvenz. Gleichzeitig zog sich KLM wieder vollständig aus dem Unternehmen zurück und beendete die Zusammenarbeit auf der Route nach Amsterdam.
Air ALM wurde im Jahr 2000 von der DCA – Dutch Caribbean Airlines übernommen, die zur staatlichen Holdinggesellschaft Stichting DC Beheer gehörte. Ab Dezember 2000 führte die belgische City Bird im Auftrag von Air ALM zwei wöchentliche Linienflüge von Curaçao nach Amsterdam mit Flugzeugen des Typs McDonnell Douglas MD-11 durch. Ab März 2001 kam eine geleaste Boeing 767 der Sobelair auf dieser Route zum Einsatz. Die vier DHC-8-300 des Unternehmens wurden im Verlauf des Jahres 2001 an die Regionalfluggesellschaft Dutch Caribbean Express abgetreten, die sich ebenfalls in Besitz der DCA – Dutch Caribbean Airlines bzw. der Stichting DC Beheer befand. Air ALM setzte den Flugbetrieb mit ihren drei verbliebenen McDonnell Douglas MD-82 bis ins Jahr 2002 fort. Im Juli 2002 wurde Air ALM aufgelöst. Parallel dazu nahm die nach ihrer Stammgesellschaft benannte, neu gegründete Fluggesellschaft DCA - Dutch Caribbean Airlines den Betrieb auf dem bisherigen Streckennetz der Air ALM auf. Dieses Unternehmen beantragte im Oktober 2004 Insolvenz.

## Flugziele
Air ALM flog Ziele in der Karibik, Südamerika, den USA sowie Amsterdam an.

## Flotte

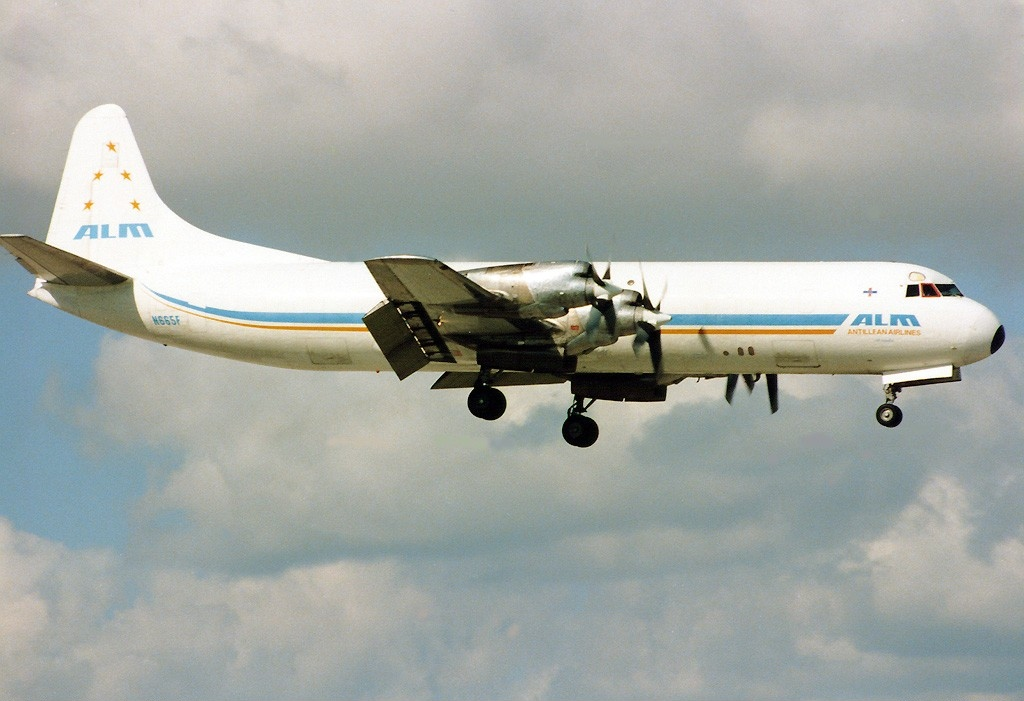
Anfang der 1990er-Jahre wurden geleaste Lockheed L-188AF auf Frachtflügen eingesetzt

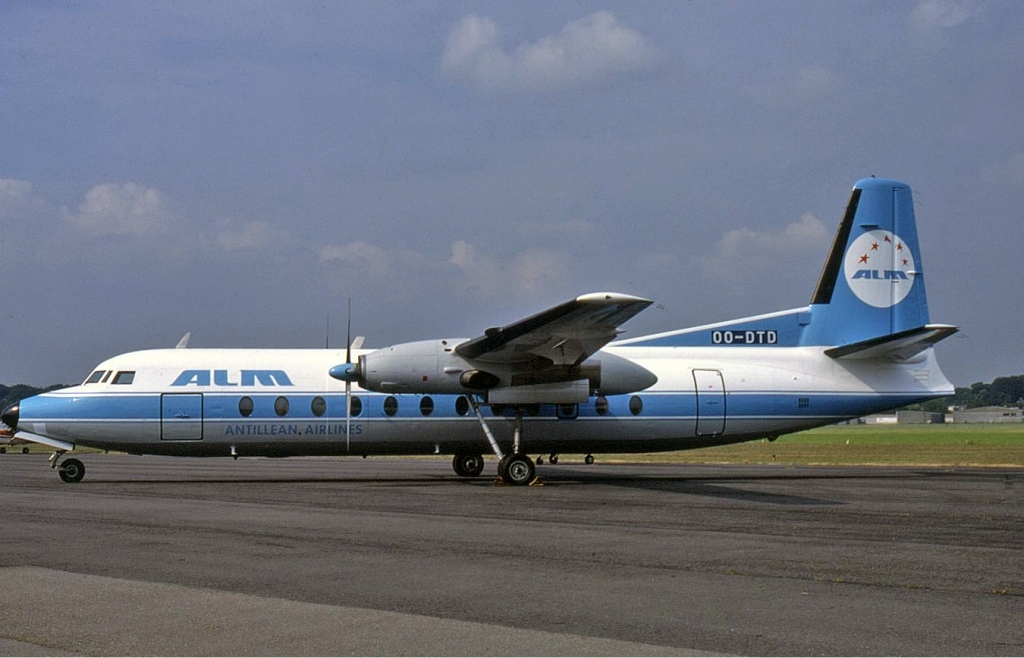
Fairchild-Hiller FH-227 der ALM, 1988

### Flotte bei Betriebseinstellung
Bei Einstellung des eigenen Geschäftsbetriebes bestand die Flotte der Air Alm aus vier Flugzeugen:
- 3× McDonnell Douglas MD-82
- 1× Boeing 767 (geleast von Sobelair)

### Zuvor eingesetzte Flugzeuge
Zuvor hatte ALM folgende Flugzeugtypen betrieben:
- Boeing 727-100
- Convair CV-340 und CV-440
- De Havilland Canada DHC-8-300
- Douglas DC-8-33 und DC-8-53 (zwischen Februar 1978 und Oktober 1979 geleast; in eigenen Farben betrieben)[10]
- Douglas DC-9-15 und DC-9-30
- Fokker F-27 Friendship
- Fairchild-Hiller FH-227
- Lockheed L-188AF (geleast für Frachtflüge)
- McDonnell Douglas MD-11 (von Dezember 2000 bis März 2001 geleast von City Bird)
- Short 330

## Zwischenfälle
Im Laufe ihres Bestehens hatte ALM nur einen Totalverlust (mit einem durch eine US-Gesellschaft betriebenen Flugzeug) zu verzeichnen. Dabei wurden 23 Menschen getötet:
Am 2. Mai 1970 mussten die Piloten einer Douglas DC-9-33  der US-amerikanischen Overseas National Airways (ONA) (Luftfahrzeugkennzeichen N935F) etwa 48 Kilometer nordnordöstlich der Karibikinsel Saint Croix wegen Treibstoffmangel notwassern. Das im Wetlease gemietete Flugzeug befand sich auf einem Linienflug für ALM von New York nach St. Martin. Nach drei Fehlanflügen auf den dortigen Princess Juliana International Airport entschloss sich die Besatzung zu spät, nach Saint Thomas auszuweichen. Bei der Notwasserung kamen 23 der 63 Insassen ums Leben (siehe auch ALM-Flug 980).